# Fábrica Dux
A fábrica Dux, também conhecida como Duks ou Dooks, da palavra em latim: dux (líder), foi uma fábrica que produziu bicicletas, automóveis e aviões, localizada em Moscou na Rússia antes, durante e depois da Primeira e da Segunda Guerra Mundial, permanecendo ativa até os dias de hoje.
Ela foi fundada em 1893 por Y. A. Meller, tendo como foco principal a construção de aviões de projeto francês Farman. A fábrica continua ativa no mesmo local, atualmente focada na produção de mísseis ar-ar e alguns sub componentes de aviões.

## Produtos
Modelos produzidos sob licença ou que influenciaram projetos próprios da Dux:
- Farman Aviões
- Blériot XI
- Voisin V
- Nieuport IV
- Nieuport 17
- Nieuport 24
- Farman MF.7
- Airco DH.4
- Airco DH.9A

### Modelos próprios
- Polikarpov I-5
- Polikarpov I-15
- Polikarpov I-153
- Polikarpov I-16
- Polikarpov R-5
- Polikarpov R-Z
- Mikoyan-Gurevich MiG-3
- Ilyushin Il-2
- Ilyushin Il-4
- Lavochkin La-5
- Lavochkin La-7
- Ilyushin Il-12
- Mikoyan-Gurevich MiG-15
- Sukhoi Su-9
- Yakovlev Yak-25
- Ilyushin Il-14
- Ilyushin Il-18
- Ilyushin Il-28
- Mikoyan-Gurevich MiG-21
- Mikoyan-Gurevich MiG-23
- Mikoyan-Gurevich MiG-29
- Mikoyan-Gurevich MiG-AT